# Le Chinois (téléfilm)
Pour les articles homonymes, voir Le Chinois.
Pour plus de détails, voir Fiche technique et Distribution.
Le Chinois est un téléfilm germano-austro-suédois diffusé en 2011. Il s'agit d'une adaptation du roman éponyme de Henning Mankell paru en 2008

## Synopsis
En 2006, la police locale de la petite ville suédoise de Hudiksvall découvre l'assassinat quasiment simultané de 19 personnes, soit la quasi-totalité des habitants du lieu. La juge Birgitta Roslin officiant au tribunal de Stockholm apprend la nouvelle par la télévision et cherche à se renseigner car ses parents habitent ce village. Les enquêteurs lui confirment l'assassinat de ses parents et soupçonnent l'un des survivants, un marginal au casier judiciaire chargé. Cependant la police ne possède aucun indice sérieux sinon un morceau de ruban rouge. Allant prendre une collation au restaurant chinois du coin, Birgitta découvre le ruban rouge coupé dans la décoration de la salle. Elle est alors persuadée que la police ne tient pas le vrai coupable. Sa conviction est encore renforcée quand elle découvre des lettres adressées à ses grands-parents émanant d'un des contremaîtres présidant à la construction du chemin de fer américain : ces lettres sont émaillées de propos racistes envers les ouvriers chinois. Elle mène sa propre enquête et découvre qu'un Chinois a séjourné dans la chambre mitoyenne de la sienne. Elle exerce des pressions sur le gérant de l'hôtel qui finit par lui fournir des éléments. Mais un soir, un Chinois tente de l'assassiner dans l'hôtel ; elle ne s'en sort qu'en se défenestrant tandis que le criminel met le feu à l'hôtel, ce qui provoque la mort du gérant.
Parallèlement on apprend la mort du principal suspect. L'affaire semble ainsi close, mais Birgitta apprend à la suite de recherches qu'un massacre similaire eu lieu à Reno aux États-Unis chez des personnes portant un patronyme similaire. Persuadé qu'elle ne découvrira la vérité qu'en Chine elle se rend à Canton. Après plusieurs péripéties on apprendra que le tueur chinois est payé par un magnat de la finance locale qui, pour se venger des traumatismes subits par ses parents à l'époque de la construction du chemin de fer, s'est donné comme mission de détruire toute la descendance de leur tourmenteur. Birgitta sera aidée par la responsable de la police locale qui se trouve être la sœur du "vengeur", mais cette dernière se fera tuer dans un ascenseur. Dans un dernier face à face, entre Birgitta et le "vengeur", celle-ci parviendra par ruse à abattre l'homme.

## Fiche technique
- Titre français : Le Chinois
- Titre original : Der Chinese
- Titre anglais : The Man from Beijing
- Réalisateur : Peter Keglevic
- Scénario : Fred Breinersdorfer, Léonie-Claire Breinersdorfer d'après le roman éponyme de Henning Mankell paru en 2008
- Musique : Jürgen Eicke
- Photographie : Alexander Fisherkoesen
- Genre : thriller
- Langue : Allemand
- Pays :  Allemagne,  Suède,  Autriche
- Date de diffusion :  Autriche : 30 décembre 2011
- Durée : 180 minutes (en deux parties)

## Distribution
- Suzanne von Borsody : Birgitta Roslin
- Michael Nyqvist : Staffan
- Claudia Michelsen : Vivi Sundberg, officier de police
- Amy Cheng : Qui Hong
- Jimmy Taenaka : Ya Ru
- Joachim Bißmeier : Professeur Lund
- Roeland Wiesnekker : Jan Andrén
- Ee Ping Hin Derrick : Liu
- August Schmölzer : Sture Hermansson
- Karlheinz Hackl : Mats Nyström
- Nicole Beutler : Swantje
- Franziska Weisz : Maja
- Martin Loos : Jens, un policier
- Peter Benedict : Tom Valfriedson
- Katja Weitzenböck : Edda
- Heng-Yin Chou : Huei Ru, l'assistante de Hong
- Peter Gilbert Cotton : Le shérif de Reno, John J. Rogersen
- Nahoko Fort-Nishigami : serveuse chinoise au snack bar
- Romana Carén : policière en civil Hannah
- Emanuel Kastner : journaliste suédois
- Joy Maria Bai : Lee Fong, la femme de San
- Thomas Anton : officier de police suédois
- Christoph Moosbrugger : Karsten Hoeglin - photographe
- Yung Ngo : Qui San
- Bonn Park : Qui Guo Si, le frère de San
- Tanja Lorentzon : journaliste
- Ilse Peternell : Eva Steen
- Richard Pfaff : un médecin
- Stefan Puntigam : un médecin légiste
- Michael Rast : District attorney Robertson
- Josef Schüttner : policier en civil suédois